# تارو ایچیکی
تارو ایچیکی (ژاپنی: 一木 太郎؛ زادهٔ ۱ سپتامبر ۱۹۷۶) یک بازیکن فوتبال اهل ژاپن است.
از باشگاه‌هایی که در آن بازی کرده‌است می‌توان به باشگاه فوتبال توکیو وردی اشاره کرد.